# Concerto Bohemia
Concerto Bohemia (založil v roce 1992 Tomáš Stavěl) je hudební soutěž pro dětské a studentské orchestry a soubory, kterou organizuje Český rozhlas. Skládá se ze dvou kol. Účastníci soutěže se jí účastní prostřednictvím vlastní demonahrávky, zaslané Českému rozhlasu do předem daného termínu. Soutěžní repertoár je volitelný, přičemž může být určena povinná skladba. Výkony jsou anonymně hodnoceny porotou.

## Určení vítězů
Rozhodnutí poroty je zveřejněno ve výsledkové listině, ve vysílání všech stanic ČRo, na internetových stránkách ČRo a v týdeníku Rozhlas. Odměnou vítězným orchestrům a souborům soutěže je vystoupení na Koncertě vítězů v paláci Žofín v listopadu téhož roku, vysílaného v přímém přenosu stanicí ČRo 3 - Vltava.

## Vítězové

### 2019 (28. ročník)

#### Soubory a orchestry věkového průměru do 16 let

##### Vítěz kategorie
- Šmidlátka

##### Laureáti
- Tikari Flutes
- Penquins

#### Soubory a orchestry věkového průměru do 21 let

##### Vítěz kategorie
- Tremolo

##### Laureáti
- Smyčcový orchestr Pražské konzervatoře

#### Soubory a orchestry věkového průměru do 25 let

##### Vítěz kategorie
- Big Band Evropská

### 2018 (27. ročník)

#### Soubory a orchestry žákovské do 16 let

##### Vítěz kategorie
- Brass Banda Kyjov

##### Laureáti
- Komorní orchestr I. Fr. Máry
- Manýra ansámbl

#### Soubory a orchestry žákovské do 25 let

##### Vítěz kategorie
- Kytarový soubor Non Mesure

##### Laureáti
- HarmCore Jazz Band

#### Soubory a orchestry konzervatoří a středních hudebních škol a gymnázií

##### Vítěz kategorie
- 12° Plzeň – dechovka plzeňské konzervatoře

##### Laureáti
- Smyčcový orchestr Pražské konzervatoře

### 2017 (26. ročník)
- Giovani Archi di Praga
- Dechový orchestr ZUŠ Přelouč
- Tikari Flutes
- Komorní smyčcový orchestr Fénix
- Big Band VOŠ KJJ
- Hanácké plechové króžek
- Prague Conservatory Modern

Absolutní vítěz soutěže:
Prague Conservatory Modern
Zvláštní cena poroty:
Brass banda Kyjov

### 2016 (25. ročník)
- Flétnový soubor Sarabanda Rychnov nad Kněžnou
- Brass banda Kyjov
- Aries
- Krumlovští pištci
- Dixieland Jazzle
- Musica per gaudium
- Prague Conservatory Modern
- Barokní soubor Pražské konzervatoře
- Smyčcový orchestr Pražské konzervatoře

Absolutní vítěz soutěže:
Prague Conservatory Modern
Zvláštní cena poroty:
Flétnový soubor Sarabanda Rychnov nad Kněžnou

### 2015 (24. ročník)
- V – Band ZUŠ Volary
- Komorní orchestr ZUŠ Lounských, Praha 4Lusatia Consort
- Smyčcový komorní orchestr – Fénix, ZUŠ Ilji Hurníka
- Francisextet
- Žesťový kvintet brněnské konzervatoře
- Soubor dechových nástrojů Konzervatoře EA, Olomouc
- Collegium Instrumentale, Gymnázium a hudební škola hl. m. Prahy

Absolutní vítěz:
Francisextet

### 2014 (23. ročník)
- Flétnový soubor Sarabanda Rychnov nad Kněžnou
- Brass banda Kyjov, dir. Miloslav Procházka
- Dechový orchestr ZUŠ Přelouč
- D. O. Tutti při ZUŠ Jihlava
- Collegium Instrumentale Praha
- Moravský komorní orchestr
- Black Buřiňos – dixieland ZUŠ Týniště na Orlicí
- Symfonický orchestr Konzervatoře Pardubice

Absolutní vítěz soutěže:
Symfonický orchestr Konzervatoře Pardubice

### 2013 (22. ročník)
- Flétnový soubor Sarabanda Rychnov nad Kněžnou
- Brass banda Kyjov
- Collegium Instrumentale Praha
- Aries, Liberec
- Mladá krev
- Smyčcový soubor Pražské konzervatoře
- Žesťový soubor Pražské konzervatoře

Absolutní vítěz soutěže:
Žesťový soubor Pražské konzervatoře

### 2012 (21. ročník)
- Archi piccoli ZUŠ Police nad Metuji a flétnový soubor Sarabanda Rychnov nad Kněžnou
- Žesťový sextet ZUŠ Kyjov
- Follia, soubor ZUŠ Praha 4 – Jižní Město
- Harmcore jazz band – Gymnázium Jana Keplera Praha
- Dechový orchestr ZUŠ Přelouč
- Dechová harmonie Konzervatoře v Českých Budějovicích
- Komorní orchestr Janáčkovy konzervatoře a Gymnázia v Ostravě
- Symfonický orchestr Pražské konzervatoře
- Collegium Instrumentale Praha

Absolutní vítěz soutěže:
Dechová harmonie Konzervatoře v Českých Budějovicích

### 2011 (20. ročník)
- Spojené orchestry Archi piccoli a Sarabanda, dir. Michaela Michalová, Martin Šeda
- Žákovský Big Band ZUŠ Liberec, dir. Rudolf Mihulka
- Komorní orchestr Jana Noska ZUŠ Hodonín, dir. David Herzán
- Filharmonie mladých Praha, dir. Ladislav Cigler
- Velký dechový orchestr ZUŠ Police nad Metují, dir. Lubor Bořek
- Black Buřiňos – dixieland ZUŠ Týniště nad Orlicí, dir. Pavel Plašil
- Collegium Instrumentalis – soubor dechových nástrojů GJN Praha, dir. Pavel Tylšar
- Žesťový soubor Konzervatoře P. J. Vejvanovského Kroměříž, dir. Milan Tesař
- Soubor příčných fléten a bicích nástrojů Konzervatoře České Budějovice, dir. Petr Ries

Zvláštní cena poroty:
- Soubor příčných fléten a bicích nástrojů Konzervatoře České Budějovice, dirigent Petr Ries

Absolutní vítěz soutěže:
- Filharmonie mladých Praha, dirigent Ladislav Cigler

### 2010 (19. ročník)
- Komorní orchestr Janáčkovy konzervatoře a Gymnázia v Ostravě
- Archi Piccoli ZUŠ Police nad Metují
- Giovani Archi di Praga, Hudební škola hl. města Prahy
- Orchestra Piccola Ma Giocosa ZUŠ Police nad Metují
- Collegium instrumentale – dechový soubor studentů Gymnázia J. Nerudy v Praze
- Dechová harmonie Janáčkovy konzervatoře a Gymnázia v Ostravě
- Harmcore jazz band Gymnázia Jana Keplera Praha 6
- Sarabanda ZUŠ Rychnov nad Kněžnou

### 2009 (18. ročník)
- Sarabanda - flétnový soubor ZUŠ Rychnov nad Kněžnou
- Orchestra Piccola Ma Giocosa - ZUŠ Police nad Metují
- Hradisstie Brass Cholerica - ZUŠ Uherské Hradiště
- Filharmonie mladých Praha, ZUŠ na Popelce, Praha
- Aries - soubor bicích nástrojů, Liberec
- Komorní flétnový soubor s fagotem Konzervatoře České Budějovice
- Moravský komorní orchestr Konzervatoře Brno
- Dechová Harmonie Konzervatoře České Budějovice
- Symfonický orchestr Pražské konzervatoře

### 2008 (17. ročník)
- Dětský komorní orchestr ZUŠ Police nad Metují
- Opavský studentský orchestr ZUŠ V. Kálika
- EUROPERA Jugendorchester Liberec
- Komorní orchestr Janáčkovy konzervatoře a Gymnázia v Ostravě
- Smyčcový orchestr Pražské konzervatoře
- Comenius - smyčcový komorní orchestr Gymnázia J. Nerudy v Praze
- Ensemble Sarabanda ZUŠ Rychnov nad Kněžnou
- Dechový orchestr Junior ZUŠ Praha 10 - Hostivař
- Collegium instrumentalis - dechový soubor studentů Gymnázia J. Nerudy v Praze
- Big Band Konzervatoře J. Ježka v Praze
- Dechová harmonie Janáčkovy konzervatoře a Gymnázia v Ostravě